# Lori Singer
Lori Singer (Corpus Christi, Texas, 6 de novembre de 1957) és una actriu, violoncel·lista, cantant i model estatunidenca. Filla del director d'orquestra Jacques Singer, va créixer a Portland, Oregon, on el seu pare va exercir de director d'orquestra de la Simfonia d'Oregon del 1962 al 1972. Singer va ser un prodigi musical, que va debutar com a violoncel·lista amb la Oregon Symphony als tretze anys i va ser acceptada posteriorment a la Juilliard School, on es va convertir en la graduada més jove de la institució.
A principis dels anys vuitanta, va signar amb Elite Model Management abans de passar a centrar-se en la interpretació. Va ser escollida pel paper de Julie Miller, una ballarina i violoncel·lista adolescent, a la sèrie de televisió Fame, en què va aparèixer entre el 1982 i el 1983. Singer va guanyar notorietat pel seu paper principal com Ariel Moore a la pel·lícula de drama musical Footloose (1984). Posteriorment va ser escollida per papers secundaris en el drama de John Schlesinger El joc del falcó (1985), la comèdia L'home de la sabata vermella (1985), la pel·lícula de terror Warlock (1989) i el drama Vides encreuades (1993) de Robert Altman. Va ser nominada al Independent Spirit a la millor actriu per la seva interpretació a Trouble in Mind (1985).

## Primers anys de vida
Singer va néixer el 6 de novembre de 1957 a Corpus Christi, Texas, de Jacques Singer, un director d'origen polonès i protegit de Leopold Stokowski, i Leslie (nascuda Wright), un pianista de concert. Té un germà bessó, Gregory, violinista; i dos germans grans: l'actor Marc i Claude. En el moment del seu naixement, el pare de Singer treballava com a director de l'Orquestra Simfònica del Corpus Christi. Singer és d’origen jueu.
Quan Singer tenia quatre anys, es va traslladar amb la seva família a Portland, Oregon, on el seu pare va exercir com a director principal de l'Orquestra Simfònica de Portland del 1962 al 1972. Singer va passar els seus anys de formació a Portland i va debutar com a solista als tretze anys amb la Oregon Symphony. Va assistir a l'escola secundària Lincoln a Portland. L'estiu de 1971, ella i el seu germà Gregory van assistir a un campament musical d'estiu a Nova York dirigit pel violoncel·lista Yo-Yo Ma.
Singer va ser acceptada a la Juilliard School als catorze anys, on es va convertir en la graduada més jove de la institució. Després de graduar-se a Juilliard, Singer va actuar amb l'Orquestra Simfònica de la Western Washington University.

## Carrera

### 1980–2006: carrera d’actriu

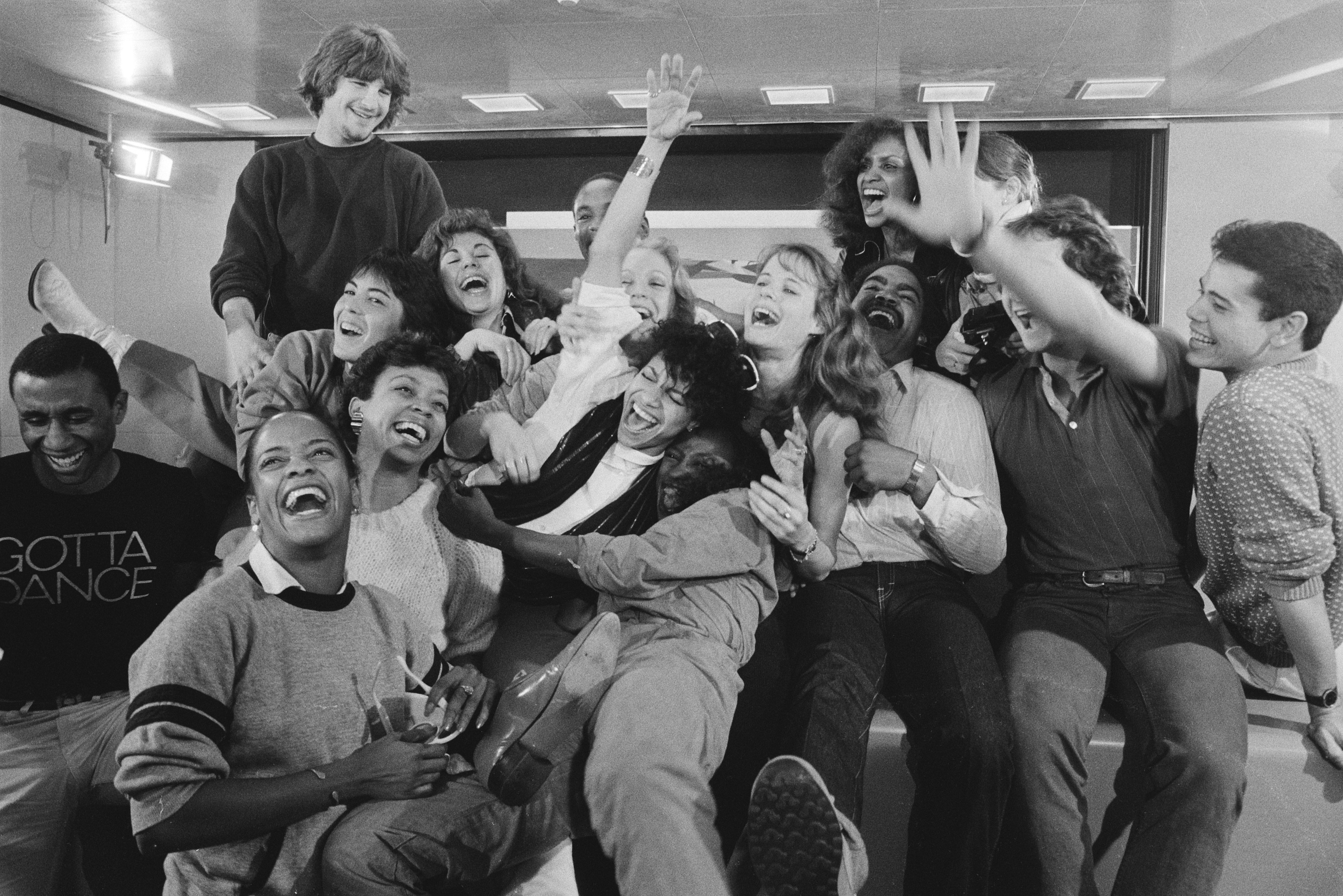
Amb the Kids from "Fame" (1983). Singer és al centre, darrere de Debbie Allen.

Després de completar els seus estudis a Juilliard, Singer va signar amb Elite Model Management. Va continuar actuant com a solista de concerts i el 1980 va guanyar el Concurs Filarmònic de Bergen. Posteriorment, es va centrar en la interpretació, inspirada pel seu germà, Marc. En comentar la seva decisió de seguir una carrera com a actriu, va dir: "En un món on passen coses tan terribles, és tan fantàstic convertir-se en una altra persona". El 1982, Singer va ser escollida per interpretar Julie Miller, una tímida estudiant de secundària, a la sèrie de televisió Fame, i va aparèixer en les dues primeres temporades. El paper de Miller, violoncel·lista adolescent, va ser escrit específicament pel talent de Singer. El 1983, ella i diversos membres del repartiment —amb el nom de The Kids from "Fame"— van fer un concert en directe al Royal Albert Hall, que es va gravar i va llançar com a àlbum en viu.

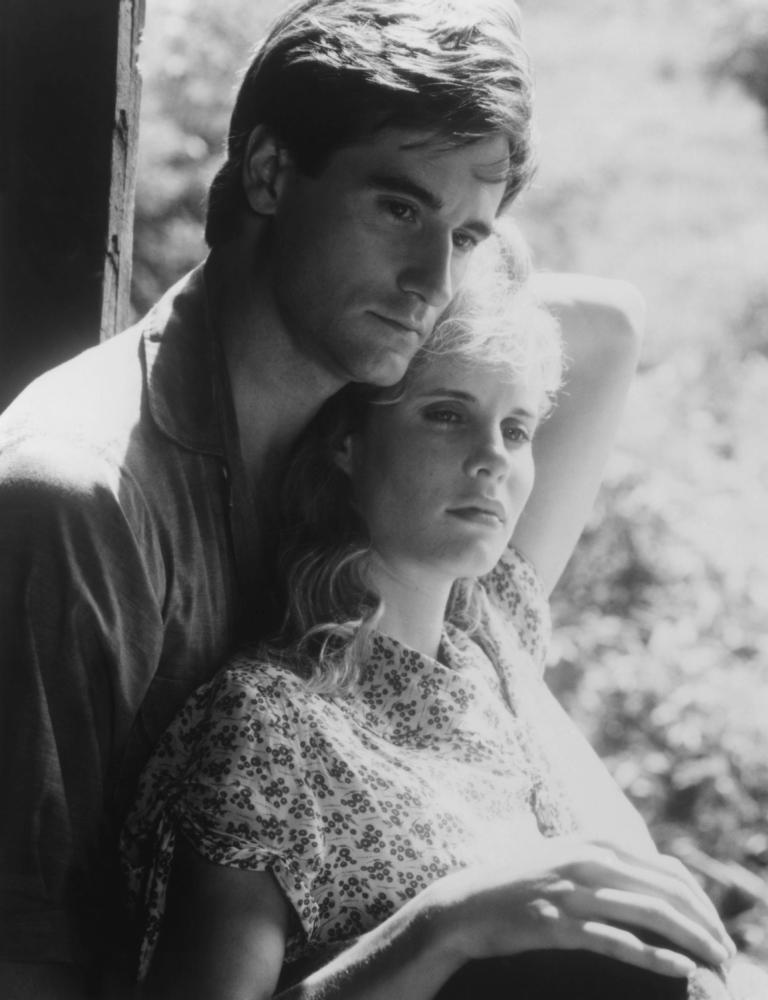
Cantant amb Bruce Abbott a Summer Heat (1987).

Després d'actuar com Ariel Moore, la protagonista femenina de Footloose (1984), va actuar en diverses altres pel·lícules, incloses El joc del falcó (1985) i L'home de la sabate vermella (1985). El seu paper a Trouble in Mind (1985) la va portar a ser nominada al premi Independent Spirit a la millor actriu protagonista.
Singer també ha tingut papers a Equinox (1992), Summer Heat (1987), Warlock (1989), Sunset Grill (1993), La llegenda d'un rebel (1994) i a la pel·lícula de Robert Altman Vides encreuades (1993). Va ser guardonada amb un Globus d'Or com a actor pel "Millor conjunt" per Vides encreuades.
El repartiment de Vides encreuades va guanyar els premis al millor conjunt a la 50a Mostra Internacional de Cinema de Venècia i al 51è Premis Golden Globe. També va guanyar el nouvingut de l'any a ShoWest pel seu paper a la pel·lícula de TV Born Beautiful (1982). El 1995 va interpretar a Sydney Bloom, el personatge principal de la sèrie de televisió de ciència-ficció VR.5. A més de la seva interpretació, va produir Summer Heat i va participar en la concepció creativa de la VR.5.
El 1997, Singer va actuar en el quart episodi de la sèrie Inspired by Bach, on també va tocar el violoncel amb Yo-Yo Ma, de qui havia assistit al campament musical d’estiu el 1971.

### 2007 – actualitat
Singer va actuar com a solista al Carnegie Hall el gener del 2008, estrenant un himne escrit per Karl Jenkins en record de Martin Luther King.
El 4 de maig de 2011, Singer va tornar a la televisió amb un paper de convidat a Law &amp; Order: Special Victims Unit.
El 2013, Singer va produir amb Sheila Nevins, HBO i Jessica Kingdon el documental Mea Maxima Culpa: Silence in the House of God, dirigit per Alex Gibney. El 2012 la pel·lícula va guanyar el premi Grierson al London Film Festival i també va guanyar el premi del Festival Internacional de Cinema de Chicago. El 2013, la pel·lícula va guanyar la categoria de millor llargmetratge documental als Irish Film and Television Awards. Als Estats Units, la pel·lícula va ser nominada a cinc premis Emmy prime-time; en va guanyar tres: "Mèrit excepcional en la producció de documentals", "Escriptura excepcional" i "Millor editor". La pel·lícula va quedar preseleccionada als premis Oscar el 2013 i va ser nominada als Writers Guild Award. El 2014 el documental va rebre un premi Peabody. El 2017 va narrar el documental "God Knows Where i Am", que va guanyar 17 festivals de cinema, un Emmy i va estar a Netflix el 2019. També va interpretar "Linda's Song" amb Paul Cantelone per a la banda sonora de la pel·lícula.

## Vida personal
Singer es va casar amb l'advocat Richard David Emery el 1980. Van tenir un fill junts abans de divorciar-se el 1996.

## Filmografia
| Curs | Pel·lícula                                    | Paper           | Notes                                                                          | Ref.   |
| ---- | --------------------------------------------- | --------------- | ------------------------------------------------------------------------------ | ------ |
| 1983 | Born Beautiful                                | Jodi Belcher    | Pel·lícula de televisió Premi ShoWest per a nouvingut de l'any                 |        |
| 1984 | Footloose                                     | Ariel Moore     | Premi ShoWest Interpretació de l'any                                           | [ 10 ] |
| 1985 | El joc del falcó                              | Lana            |                                                                                | [ 10 ] |
| 1985 | L'home de la sabata vermella                  | Maddy           |                                                                                | [ 10 ] |
| 1985 | Trouble in Mind                               | Geòrgia         |                                                                                | [ 10 ] |
| 1987 | Made in U.S.A.                                | Annie           |                                                                                |        |
| 1987 | Summer Heat                                   | Roxie           |                                                                                |        |
| 1989 | Warlock                                       | Kassandra       |                                                                                |        |
| 1990 | Storm and Sorrow                              | Molly Higgins   | Pel·lícula de televisió                                                        |        |
| 1992 | Equinox                                       | Sharon Ace      |                                                                                |        |
| 1993 | Sunset Grill                                  | Loren           |                                                                                |        |
| 1993 | Vides encreuades                              | Zoe Trainer     |                                                                                |        |
| 1994 | La llegenda d'un rebel                        | Scarlett Stuart |                                                                                |        |
| 1997 | Sarabande                                     | Dr. France      |                                                                                |        |
| 2004 | When Will I Be Loved                          | Ella mateixa    |                                                                                |        |
| 2005 | Little Victim                                 | Tracy           | Pel·lícula curta                                                               |        |
| 2013 | Mea Maxima Culpa: Silence in the House of God | N/a             | Productora executiva, documental guanyador del premi Peabody                   |        |
| 2015 | Experimenter                                  | Florence Asch   |                                                                                |        |
| 2017 | The Institute                                 | Madame Werner   |                                                                                |        |
| 2017 | God Knows Where I Am                          | Linda Bishop    | Narració; paper de veu titular, paper de pel·lícula, banda sonora de violoncel |        |

### Televisió
| Curs      | Pel·lícula                        | Paper              | Notes                                         |
| --------- | --------------------------------- | ------------------ | --------------------------------------------- |
| 1982–1983 | Fame                              | Julie Miller       | Sèrie de televisió NBC                        |
| 1990      | American Playhouse                | Therese            | Episodi: "Sensibility and Sense"              |
| 1995      | VR.5                              | Sydney Bloom       | Sèrie de televisió                            |
| 1997      | Inspired by Bach                  | Dra. Angela France | Episodi: "Bach Cello Suite #4: Sarabande"     |
| 2011      | Law & Order: Special Victims Unit | Dede Aston         | Sèrie de televisió (temporada 12, episodi 22) |